# Esbeck (Diemelsee)
Koordinaten: 51° 22′ 59″ N, 8° 49′ 55″ O
Esbeck ist eine Wüstung im Grenzgebiet der heutigen Gemarkungen des Marsberger Ortsteils Giershagen sowie Adorfs in der nordhessischen Gemeinde Diemelsee.

## Etymologie
Der Name Esbeck geht auf „Eschenbicke“ zurück. Der Namensursprung wird dahingehend gedeutet, dass es sich um einen Standort mit Eschen an einem Bach bezog. Bis in das 21. Jahrhundert findet sich in Nähe der Wüstung eine ergiebige Quelle mit folgendem Bachlauf.

## Geographische Lage
Der Ort lag auf etwa 415 Meter über Normalhöhennull rund 3 Kilometer nördlich von Adorf und 2 Kilometer südlich von Giershagen.

## Geschichte
Esbeck wurde im Jahre 1036 erstmals urkundlich erwähnt. Neuere Forschungen weisen auf mögliche frühere Erwähnungen hin. Im Verlauf der Geschichte wurde der Ort unterschiedlich benannt. Es werden in neueren Arbeiten zur Zeit vor 1141 weitere Namensvarianten als „Aesebiki“ (Traditiones Corbeienses) und „Esbike“ (1026) genannt.
Die im Landesgeschichtlichen Informationssystem Hessen (LAGIS) bekannten urkundlichen Zeugnisse finden sich in folgender Übersicht:
- Esbyke (1141) [Abschrift, Westfälisches Urkundenbuch. Fortsetzung von Erhards Regesta historiae Westfaliae, Additamenta, S. 40–41, Nr. 43]
- Esbeke (1201) [Urkunden Kloster Bredelar, S. 46–47, Nr. 6]
- Essike (1206) [Urkunden Kloster Bredelar, S. 48, Nr. 10]
- Esbike (1254) [Urkunden Kloster Bredelar, S. 74–75, Nr. 63]

Im Jahr 1141 tauschte der Abt Adelbert von Corvey seinen Zehnten in Rotheringhausen gegen eine Hufe in Esbeck vom Kloster Flechtdorf ein. 1201 bestätigte Bischof Bernhard II. von Paderborn dem Abt des Klosters Bredelar unter anderem den Besitz einer Hufe in Esbeck. Später erwarb Kloster Bredelar weiteren Besitz in Esbeck. Um 1254 wird in Esbeck eine Kirche oder Kapelle urkundlich erwähnt („ecclesiali villa Esbike“). Seit dem 13. Jahrhundert hatte das Kloster Bredelar das Präsentationsrecht für die Kirche. 1253 verkauften die Brüder Dickebier dem Kloster ihr Gut („predium“) in Esbeck, das sie gemäß Meierrecht („iure villicationis“) innehatten. 1526 überließ Graf Philipp III. von Waldeck-Eisenberg dem Kloster die Wüstung Esbeck mit der Burgstätte und dem Bauhof.
Von der ehemaligen Kirche waren noch bis 1949 Überreste vorhanden.
Für die ehemalige Burganlage von Esbeck siehe:
- → Hauptartikel: Burg Esbeck (Diemelsee)